# Dock (Schifffahrt)

Funktionsweise der gebräuchlichsten Dock-Bauarten. oben: Trockendock, unten: Schwimmdock.

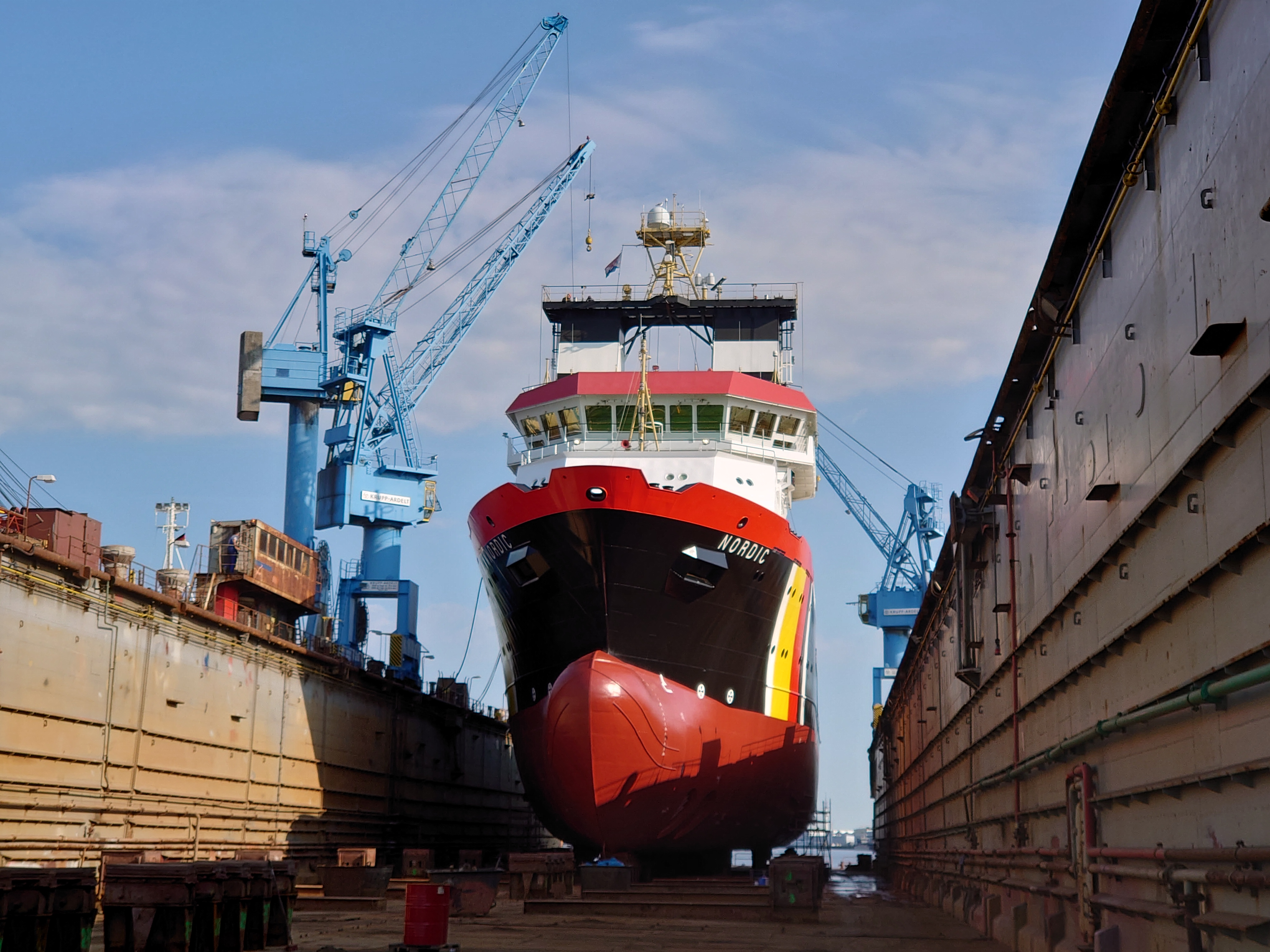
Schiff im Schwimmdock

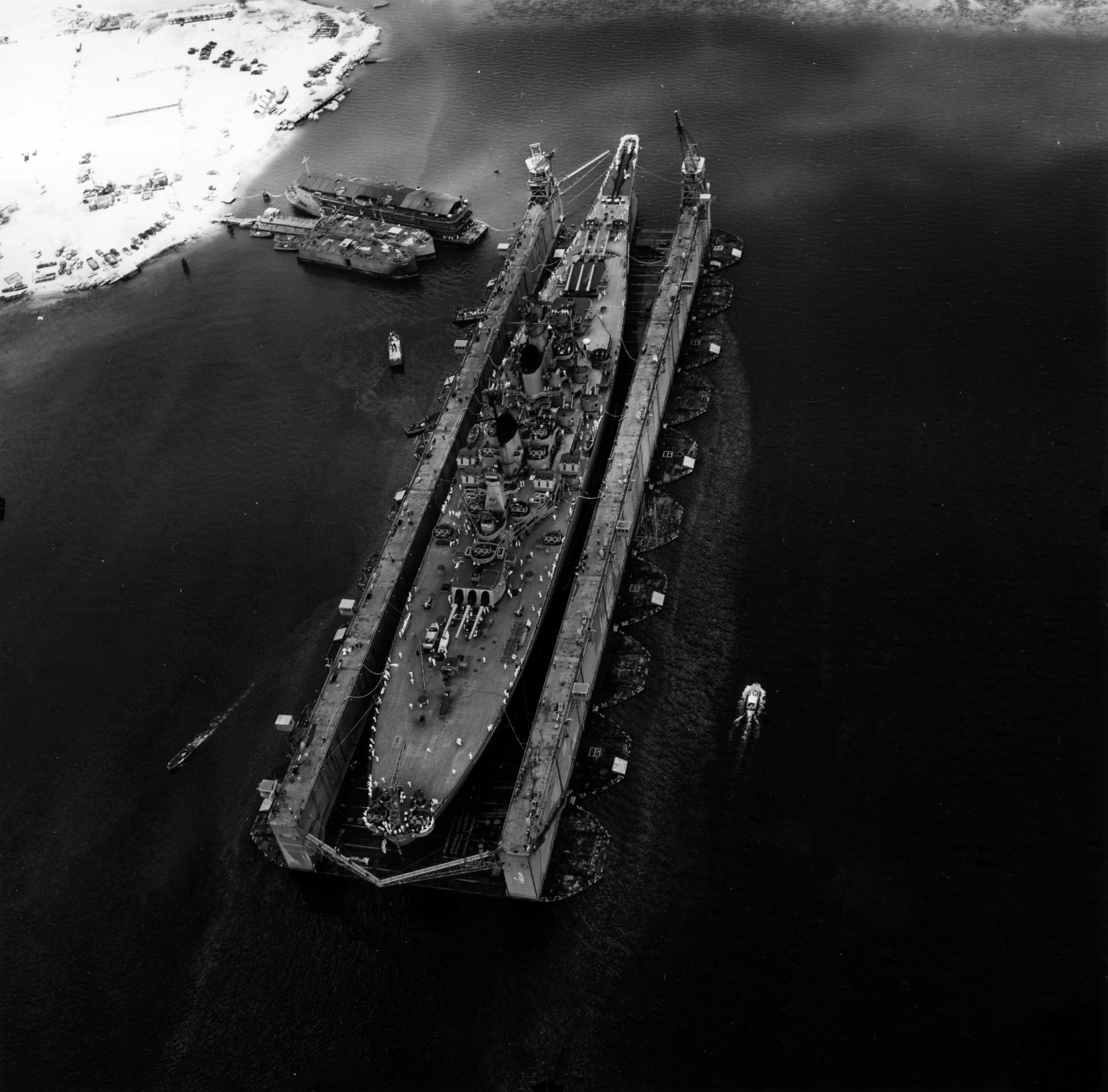
USS Wisconsin im Schwimmdock (1952)

Ein Dock dient in der Schifffahrt der Trockenlegung von Schiffen, um Arbeiten am Unterwasserschiff zu ermöglichen. Docks werden heute meist entweder als Trockendock oder als Schwimmdock ausgeführt. Die meisten Docks werden von Werften betrieben. Trockendocks, die zum Bau neuer Schiffe verwendet werden, bezeichnet man als Baudocks.

## Trockendock
Ein Trockendock ist ein Wasserbecken (Bassin), das sich mit einem wasserdichten Abschluss von der übrigen Wasserfläche absperren lässt. Durch Absenken des Wasserspiegels im Bassin kann ein sich darin befindendes Schiff trockengelegt werden.
Das Bassin wird als Dockkammer bezeichnet. Die gegen das Wasser gerichtete Seite mit dem Sperrtor als wasserdichter Abschluss ist das Dockhaupt. Das Sperrtor ist entweder als Schleusentor oder als flutbarer Schwimmkörper ausgeführt, der zum Verschließen des Trockendocks in einen Falz am Dockhaupt eingeschwommen werden kann. Durch Fluten setzt sich der Schwimmkörper vor dem Dockhaupt auf Grund und wird nach dem Entleeren der Dockkammer von dem Wasser vor dem Trockendock dichtend gegen den Falz gedrückt. Am Boden der Dockkammer sind Pallen angebracht, welche die Last des Schiffes tragen, solange dieses trocken liegt.
Beim Eindocken wird das Schiff meist mit Winden in die Dockkammer hineingezogen, während auf der Seite des Dockhauptes Schlepper die genaue Positionierung übernehmen. Das Schiff wird gemäß dem Dockplan in der Kammer ausgerichtet und festgelegt, bevor das Sperrtor geschlossen wird. Danach wird das Wasser in der Dockkammer abgepumpt, so dass der Wasserspiegel sinkt und das Schiff auf den Pallen aufliegt.
Um die Last des Schiffs gleichmäßig auf den Boden der Kammer zu verteilen und die Verbände des Schiffes nicht zu überlasten, werden die Pallen entsprechend dem Dockplan des Schiffes eingerichtet. Dazu muss das Dock weitgehend trockengestellt sein. Schiffe mit einem ausgeprägten Kiel müssen zusätzlich mit Balken seitlich gegen die Wand der Dockkammer abgestützt werden. Nach dem vollständigen Abpumpen des Wassers können die Arbeiten am trocken liegenden Schiff beginnen.

### Geschichte

#### Antike
Die Ptolemäer in Ägypten erfanden das Trockendock um 200 v. Chr. Athenaios gibt in seinem Werk Das Gelehrtenmahl eine recht ausführliche Beschreibung des Aufbaus und der Funktionsweise. Die Tatsache, dass Athenaios seinen Bericht 400 Jahre später abfasste (um 200 n. Chr.), deutet darauf hin, dass Trockendocks die gesamte Antike hindurch bekannt waren und genutzt wurden.

#### China
Trockendocks wurden in China um 1400 zum Bau der großen Schatzschiffe verwendet. Die größten gebauten Schiffe waren zwischen 59 und 84 Meter lang und sollen 9 Masten gehabt haben.

#### Deutschland
Das älteste deutsche Trockendock entstand in Bremerhaven. Die erste Anlage wurde 1837 bis 1840 von Johann Lange angelegt. Nach 1860 ergänzte dessen Sohn Carl Lange dieses Trockendock um eine zweite Anlage.
Ein weiteres Trockendock entstand 1845 bis 1846 in der Werft F. W. Wencke. Das Wencke Dock hatte hölzerne Dockwände und war 52 m lang und 32 m breit mit einer Einfahrtsbreite von 11 m. Der Schwiegersohn des Werft-Gründers, Albert Rosenthal, ließ 1860 die Anlage um eine zweite 81 m lange Kammer ergänzen, wobei die gemeinsame Einfahrt auf 15 m verbreitert wurde. Die hölzernen Wände wurden später durch solche aus Muschelkalk- und Ziegelsteinen ersetzt. Überreste dieser 4,8 m tiefen Anlage sind heute noch erhalten (53° 32′ 22,9″ N, 8° 35′ 4,9″ O) und stehen unter Denkmalschutz.
Auch bei Schau & Oltmanns (1856) und bei Hermann Friedrich Ulrichs (1865) entstanden Trockendocks in den genannten Jahren. Die Lloydwerft errichtete 1871 ein Doppeldock.

### Liste ausgewählter Trockendocks
| Namen                                 | Länge (m) | Breite (m) | Ort           | Land                         | Koordinaten                        | Betreiber                  | Bemerkungen |
| ------------------------------------- | --------- | ---------- | ------------- | ---------------------------- | ---------------------------------- | -------------------------- | --- |
| Harland & Wolff Main Dock             | 556       | 93         | Belfast       | Vereinigtes Königreich       | 54° 36′ 29″ N, 5° 54′ 2″ W         | Harland & Wolff            | größtes europäisches Trockendock                                                                                    |
| HDW Trockendock 8a                    | 426       | 88         | Kiel          | Deutschland                  | (54° 19′ 17″ N, 10° 9′ 14″ O)      | German Naval Yards Kiel    | [ 5 ] |
| Wadan Yards Dockhalle                 | 340       | 67         | Wismar        | Deutschland                  | (53° 53′ 54,8″ N, 11° 26′ 22,7″ O) | MV Werften Wismar          | Dockhalle, Höhe: 13 m                                                                                               |
| Meyer Werft Papenburg Halle VI        | 482       | 45         | Papenburg     | Deutschland                  | (53° 5′ 48,1″ N, 7° 21′ 24,8″ O)   | Meyer Werft                | größtes überdachtes Baudock der Welt. Abmessungen der Halle VI: Länge: 504 Meter, Breite: 125 Meter, Höhe: 75 Meter |
| Blohm + Voss Trockendock Elbe 17      | 351       | 59         | Hamburg       | Deutschland                  | (53° 32′ 30″ N, 9° 57′ 47″ O)      | Blohm + Voss               | [ 10 ] |
| Lloyd Werft Kaiserdock II             | 335       | 40         | Bremerhaven   | Deutschland                  | (53° 34′ 3,3″ N, 8° 33′ 26″ O)     | Lloyd Werft                | [ 11 ] |
| Damen Dock 3                          | 420       | 80         | Brest         | Frankreich                   | (48° 23′ 3″ N, 4° 27′ 12″ W)       | Damen Ship Repair Brest    | [ 12 ] |
| Louis Joubert Schleuse Normadie Dock  | 350       | 50         | Saint-Nazaire | Frankreich                   | (47° 17′ N, 2° 12′ W)              | Hafen Nantes-Saint-Nazaire | Schleuse die auch als Trockendock dient. Siehe auch Operation Chariot.                                              |
| Dubai Drydocks Dock 3                 | 521       | 100        | Dubai         | Vereinigte Arabische Emirate | (25° 15′ 0″ N, 55° 16′ 2″ O)       | Dubai Drydocks             | [ 13 ] |
| Newport News Shipbuilding Dry Dock 12 | 661       | 76         | Newport News  | Vereinigte Staaten           | (37° 0′ 3″ N, 76° 26′ 51″ W)       | Newport News Shipbuilding  | Unterteilbar in zwei Kammern, die je einen Flugzeugträger der Nimitz-Klasse aufnehmen können                        |

## Schwimmdock
Ein Schwimmdock ist ein schwimmender, tauchfähiger Ponton, mit dem Schiffe für Wartungsarbeiten am trocken freigelegten Rumpf aufgenommen werden können.
Zum Eindocken eines Schiffes werden die Fluttanks des Schwimmdocks mit Wasser gefüllt, so dass das komplette Dock tiefer eintaucht, bis der Dockboden die erforderliche Einfahr-Tiefe erreicht hat. Dann wird das Schiff mit Winden und / oder mit Schleppern in das Dock hineingezogen, positioniert und vertäut. Durch das folgende Leerpumpen der Fluttanks wird das Dock wieder angehoben und das Schiff auf den Pallen oberhalb der Wasserlinie freigelegt.

### Liste ausgewählter Schwimmdocks
| Namen                              | Länge (m) | Breite (m) | Ort        | Land        | Koordinaten                       | Betreiber                  | Bemerkungen                              |
| ---------------------------------- | --------- | ---------- | ---------- | ----------- | --------------------------------- | -------------------------- | ---------------------------------------- |
| Blohm + Voss Schwimmdock Dock 10   | 287,5     | 53,5       | Hamburg    | Deutschland | (53° 32′ 34,9″ N, 9° 57′ 38,4″ O) | Blohm + Voss               |                                          |
| Blohm + Voss Schwimmdock Dock 11   | 320,5     | 53,5       | Hamburg    | Deutschland | (53° 32′ 33″ N, 9° 57′ 22,4″ O)   | Blohm + Voss               |                                          |
| Reparaturwerft Nr. 82 PD-50        | 330       | 88         | Rosljakowo | Russland    | (69° 3′ 34,5″ N, 33° 12′ 10,8″ O) | Reparaturwerft Nr. 82      | In Folge eines Unfalls 2018 gesunken.    |
| Schiffswerft Braun 450t Stevendock | 25        | 15         | Speyer     | Deutschland | (49° 18′ 36,2″ N, 8° 27′ 39,1″ O) | Josepf Braun GmbH & Co. KG | Reparaturdock für Vor- oder Achterschiff |

### Geschichte

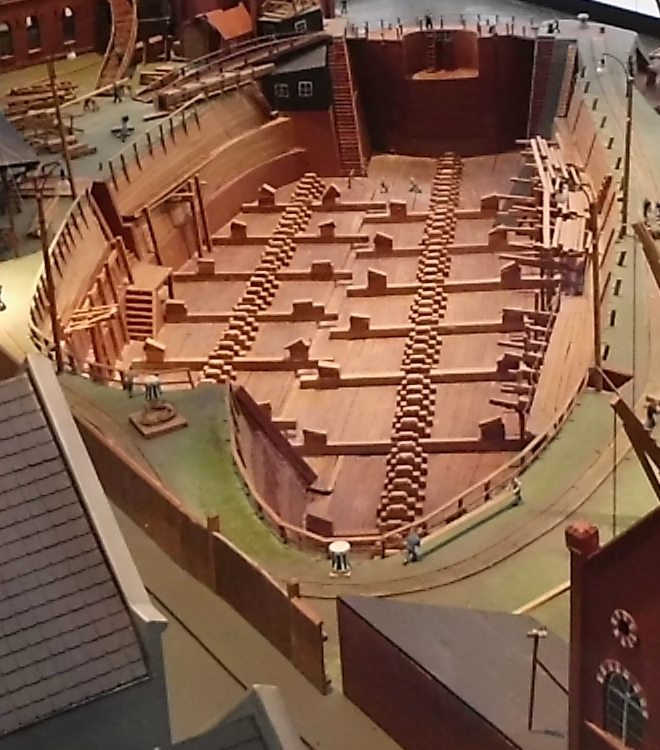
Bremerhavener Doppeldock im Modell der Wenckewerft
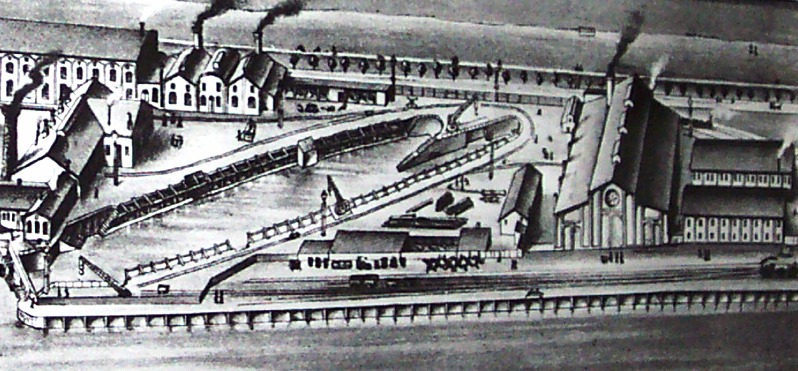
Lloyd Werft Bremerhaven mit dem Doppeldock
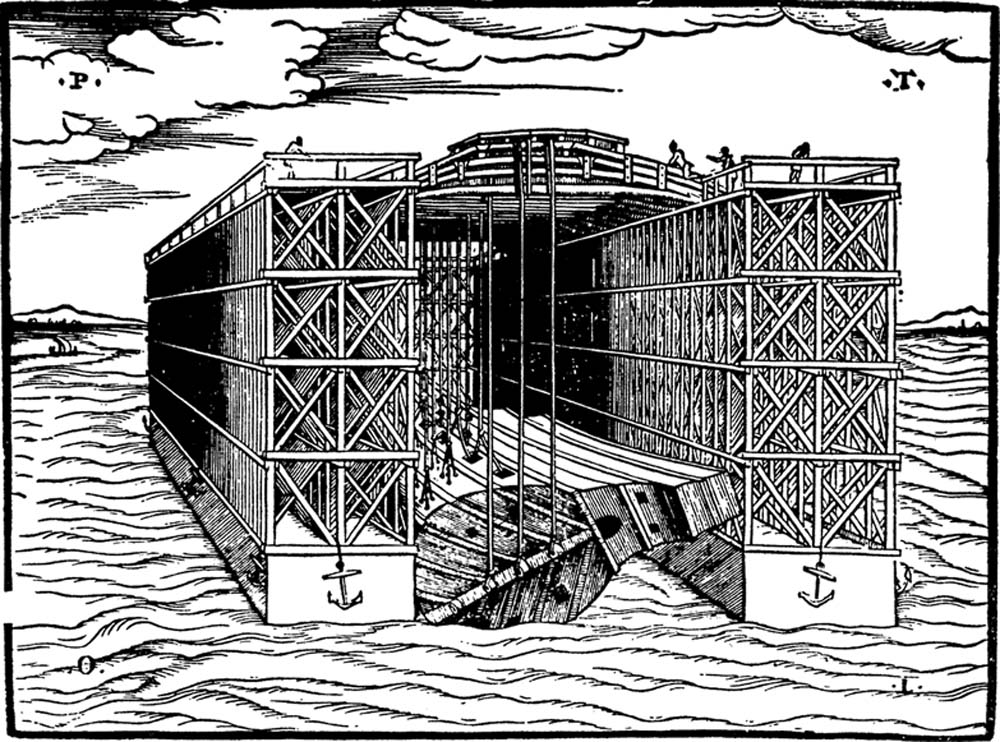
Vorläufer der heutigen Schwimmdocks (Venedig 1560)
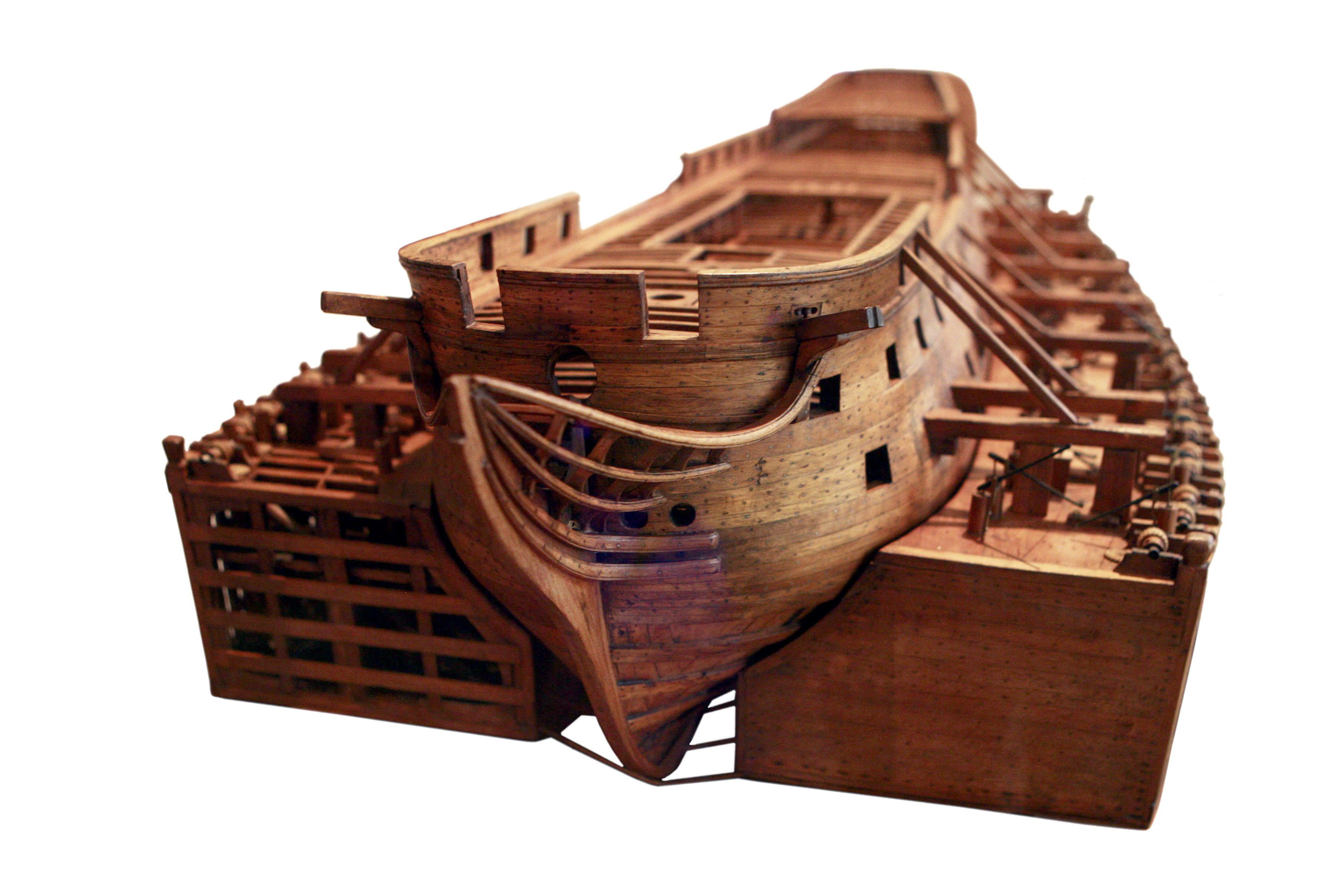
Schiffskamel mit Segelschiff

#### Renaissance

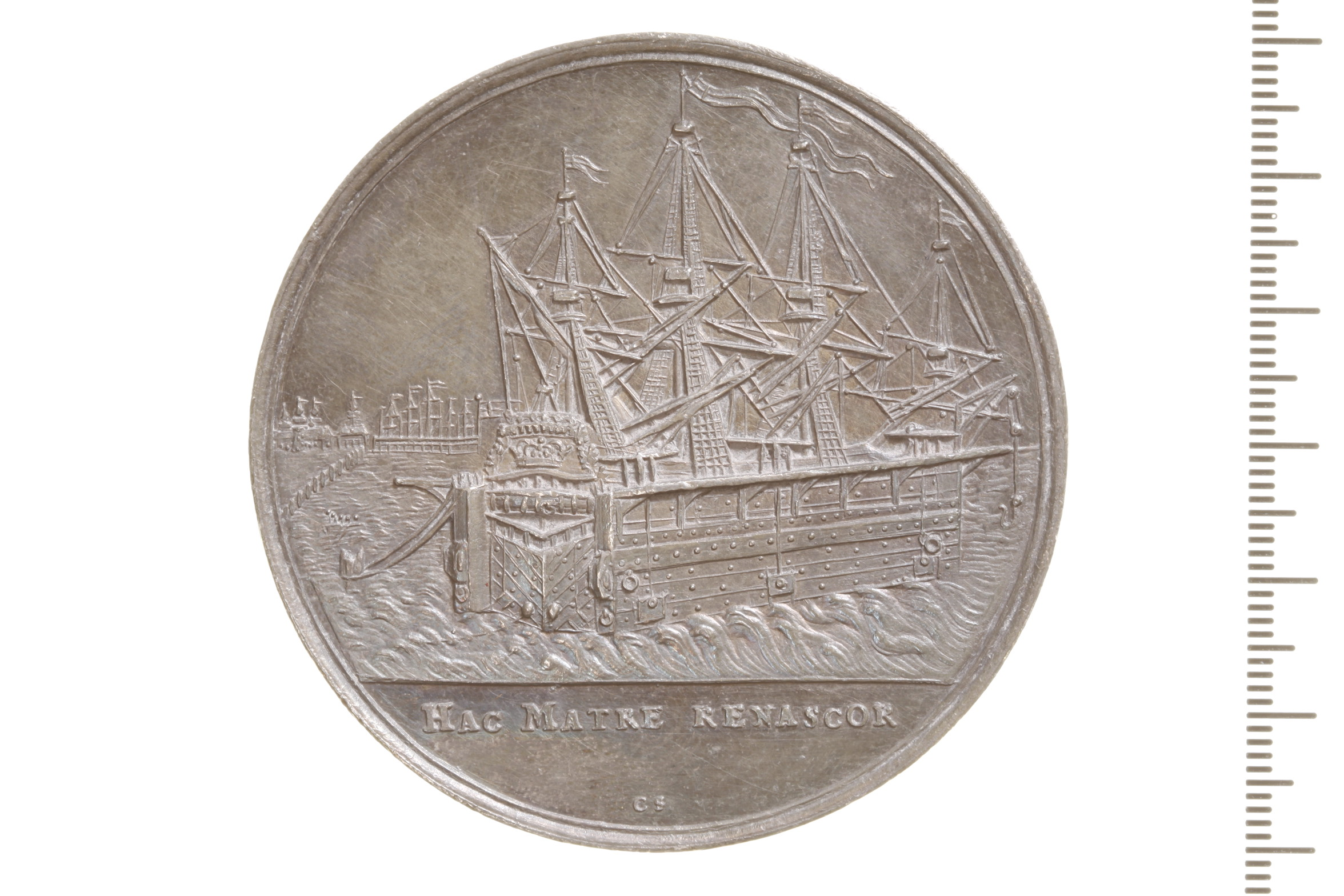
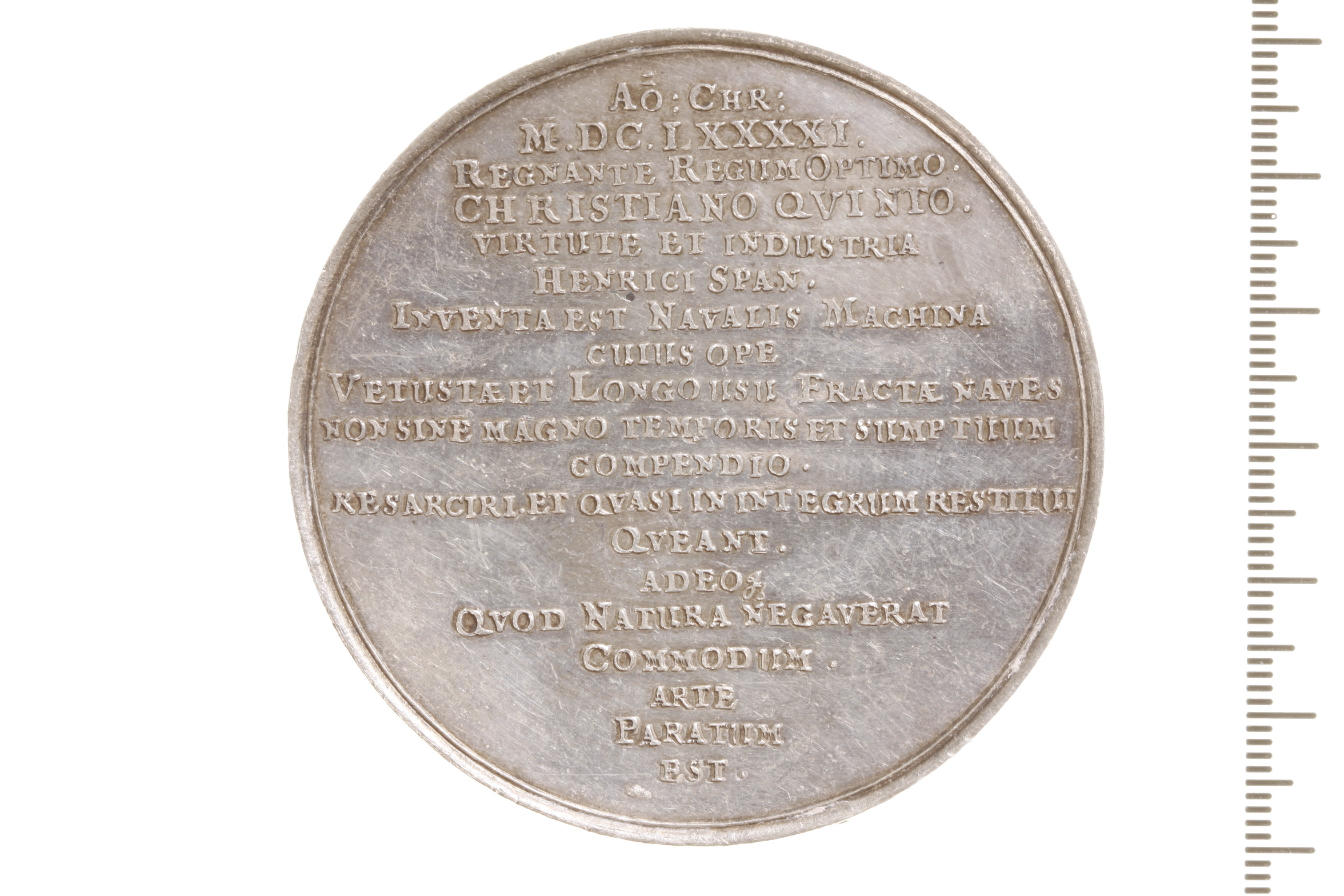

Ein Vorläufer des Schwimmdocks heutiger Bauart findet sich in einem kleinen italienischen Buch namens Descrittione dell’artifitiosa machina, das 1560 in Venedig erschien. In dem Büchlein legt ein unbekannter Autor eine neue Methode dar, ein auf Grund gelaufenes Schiff zu bergen, und bittet um das Privileg, seine Konstruktion anwenden zu dürfen. Ein beigefügter Holzschnitt zeigt ein Schiff, das steuerbord und backbord von zwei großen Schwimmgerüsten flankiert ist, die über dem Schiff zu einem Dach zusammengefügt sind. Über eine Reihe von Tauen, die vom Dach heruntergelassen werden, wird das Schiff in eine aufrechte Position gehoben.
1691 konstruierte der dänische Admiral Henrik Span ein Schwimmdock, von dem die folgende Medaille zeugt. Die Inschrift auf der Rückseite lautet übersetzt: „Im Jahre 1691 n. Chr., unter der Herrschaft des besten Königs Christian V., wurde durch die Tüchtigkeit und den Fleiß von Henrik Span die Schiffsmaschine erfunden, mit deren Hilfe alte und durch langen Gebrauch zerbrochene Schiffe mit durchaus großer Zeit- und Aufwandsersparnis repariert und gleichsam in Neuzustand versetzt werden können, und in solchem Maße wurde eine Annehmlichkeit, die die Natur verweigert hatte, durch Technik bereitgestellt.“

#### Moderne
Ein aus Holz gebautes Schwimmdock wurde 1858 auf der Stülcken-Werft in Hamburg in Dienst gestellt. August Borsig beauftragte Elias Radok mit dem Bau des ersten deutschen Schwimmdocks in Swinemünde. Das Schwimmdock in der heutigen Form wurde 1893 von dem US-amerikanischen Schiffbauer Gilbert entwickelt. Das erste Dock dieser Bauart war bis 1911 in Betrieb.

#### Stevendock
Eine Sonderform des Schwimmdocks, die gerade in der Binnenschifffahrt genutzt wird, ist das Stevendock, bei dem nur der Bug oder das Heck des Schiffes aus dem Wasser gehoben werden, um Reparaturen an Ruderanlagen, Bugstrahlrudern oder Propellern zu ermöglichen.

## Screw Dock

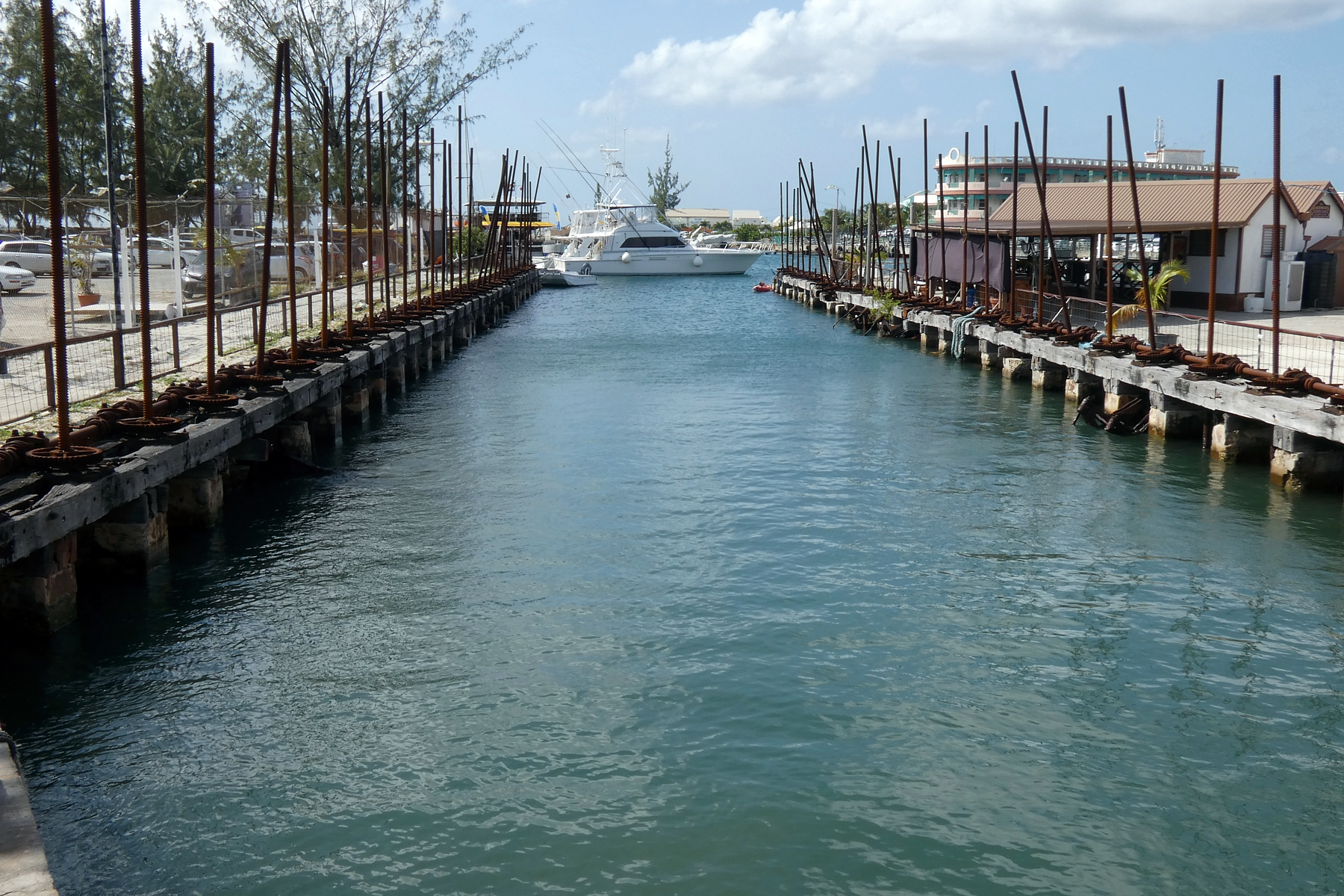
Blick in das Screw Dock in Bridgetown

Das Screw Dock (wörtlich übersetzt: Schraubendock) ist eine Mischung aus Trocken- und Schwimmdock. Es besteht aus einem Bassin, in das ein Schiff einfahren kann, dieses Bassin wird aber nicht leer gepumpt. Im Bassin sind in kurzen Abständen Querträger eingebaut, die an den namensgebenden screws hängen. Technisch gesehen handelt es sich dabei um Gewindestangen, mit denen die Querträger nach Einfahrt des Schiffes mechanisch hochgezogen werden und damit das Schiff über den Wasserspiegel heben.
Das einzige noch existierende Dock dieser Art befindet sich in Bridgetown auf Barbados. Es wurde von 1889 bis 1893 gebaut, hat eine Gesamtlänge von ca. 73 Metern (240 Fuß), eine Breite von 14 Metern und kann Schiffe bis zu einem Tiefgang von 4 Metern und 1.200 Tonnen aufnehmen. Im hinteren Hauptteil des Docks sind auf einer Länge von 66 Metern 31 Querträger eingebaut. Die Querträger bestehen aus zwei Holzstämmen von je 46 mal 46 Zentimetern, die Lücke zwischen zwei benachbarten Querträgern beträgt also ca. 1,25 Meter. Auf jeder Seite des Docks verläuft eine Welle, die anfangs von einer Dampfmaschine, später von einem Elektromotor angetrieben wurde. Für jede screw gibt es eine Schnecke auf der Welle, die einzeln eingekuppelt werden kann. Über ein Zahnrad wird die Gewindestange herauf- oder heruntergedeht. Die Anlage ist nicht mehr in Betrieb und verfällt zusehends.

## Ähnliche Einrichtungen

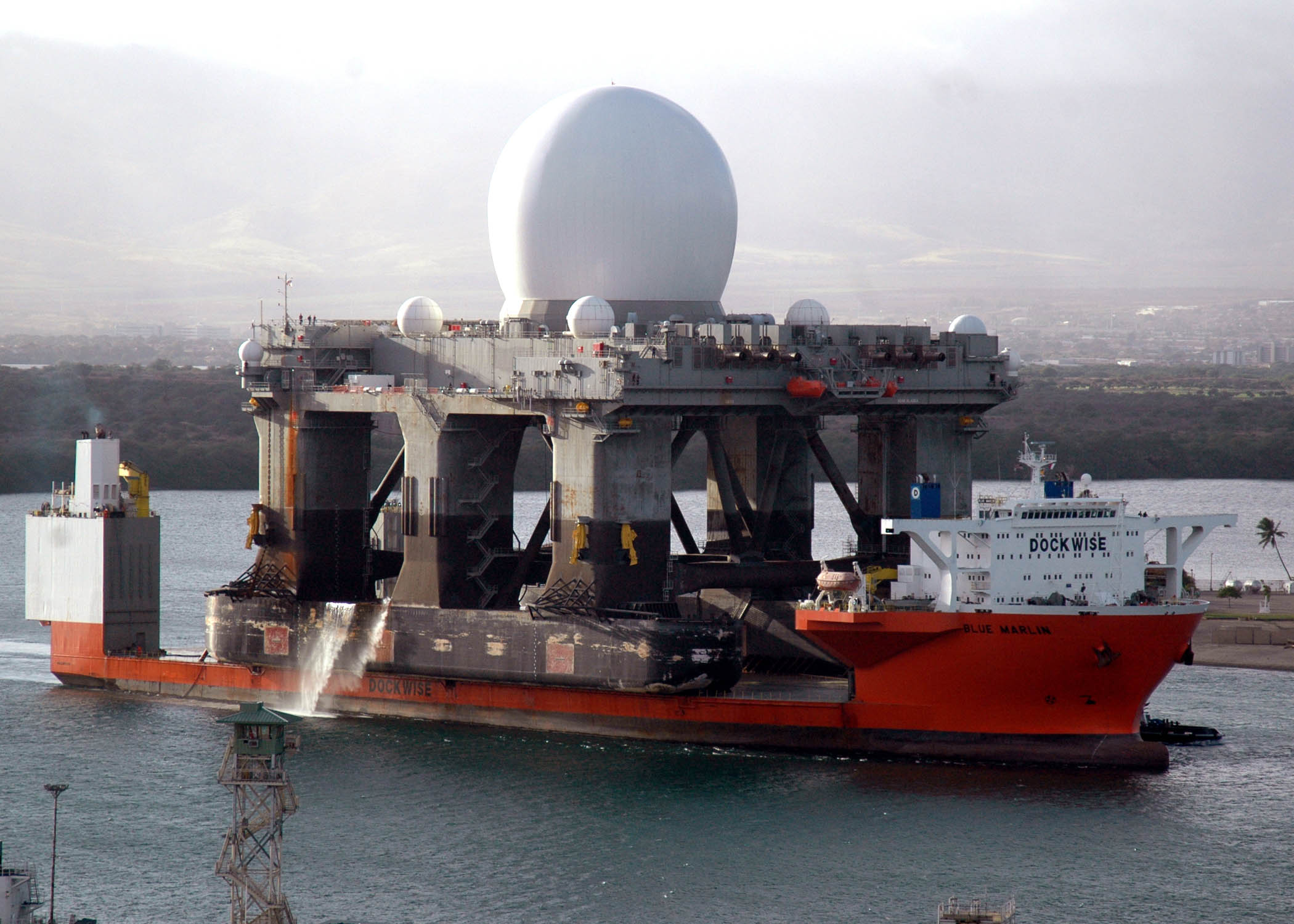
Dockschiff Blue Marlin transportiert ein Sea-Based X-Band Radar

Ein Dockschiff bezeichnet ein Transportschiff, das seine Ladefläche unter die Wasseroberfläche absenken kann, um schwimmende Lasten aufzunehmen; der Transport erfolgt, nachdem die Ladefläche mit dem Ladegut wieder angehoben ist.
In den Niederlanden wurden vor dem Bau des Noordhollandsch Kanaals eine ähnliche Einrichtung zum Transport großer Schiffe zum Hafen von Amsterdam verwendet, die Schiffskamel genannt wurde. Die Einrichtung wurde auch in anderen Häfen genutzt, um Schiffen mit zu großem Tiefgang das Anlegen zu ermöglichen.